# 瑪哈巴咱爾
瑪哈巴咱爾（1828年—1852年），清代卫拉特蒙古土尔扈特贵族，第八任札萨克卓哩克图汗，渥巴锡玄孙，策璘纳木札勒曾孙，那木濟勒多爾濟孙，仁钦多尔济子。
道光二十九年（1849年）十二月，族兄那木札勒珠爾默特策林病故。无子，道光帝诏命瑪哈巴咱爾袭封。他修渠兴业，主持部落畜牧业发展。咸丰二年（1852年），七月瑪哈巴咱爾去世，咸丰帝赏银五百两为他治丧，诏命其子喇特那巴咱爾袭封。
| 前任： 那木札勒珠爾默特策林 | 札萨克卓哩克图汗 旧土尔扈特部乌讷恩素珠克图盟盟长 1850年－1852年 | 繼任： 喇特那巴咱爾 |